# Karl Axel Påhlman
Karl Axel Påhlman, född 9 april 1872 i Vårdsbergs församling, död 28 juni 1937 i Röks församling, var en svensk präst i Röks församling och Västra Stenby församling.

## Biografi
Karl Axel Påhlman föddes 9 april 1872 i Vårdsbergs församling. Han var son till gårdsägaren Carl Johan Påhlman och Sofia Karolina Gustafsdotter. Påhlman blev 1891 student vid Uppsala universitet, Uppsala. Han tog 12 september 1892 teologisk-filosofisk examen, 16 september 1895 teoretisk teologisk examen och 22 maj 1896 praktisk teologisk examen. Påhlman prästvigdes 9 juni 1896 och blev 16 april 1898 komminister i Asks församling, tillträdde 1899. Han blev 1 maj 1914 tillförordnad kyrkoherde i Västra Stenby församling och 7 december 1918 kyrkoherde i Röks församling, tillträde 1919. Påhlman blev 7 mars 1934 kontraktsprost i Lysings kontrakt. Han avled 28 juni 1937 i Röks socken.

### Familj
Påhlman gifte sig 4 maj 1899 med Anna Elisabet Andersson (1871–1932). Hon var dotter till handlanden Jonas Peter Andersson och Ottilia Katarina Bergengren. De fick tillsammans barnen Hanna Sofia Elisabet (född 1901), Ellen Sigrid Ottilia (1903–1922), Torsten Axel Emanuel (1904–1923) och Anna Birgitta (1907–1923).